# La Tronche
La Tronche is een gemeente in het Franse departement Isère (regio Auvergne-Rhône-Alpes). De plaats maakt deel uit van het arrondissement Grenoble. La Tronche telde op 1 januari 2022 6.447 inwoners. 

## Geografie
De oppervlakte van La Tronche bedroeg op 1 januari 2022 6,42 vierkante kilometer; de bevolkingsdichtheid was toen 1.004,2 inwoners per km².

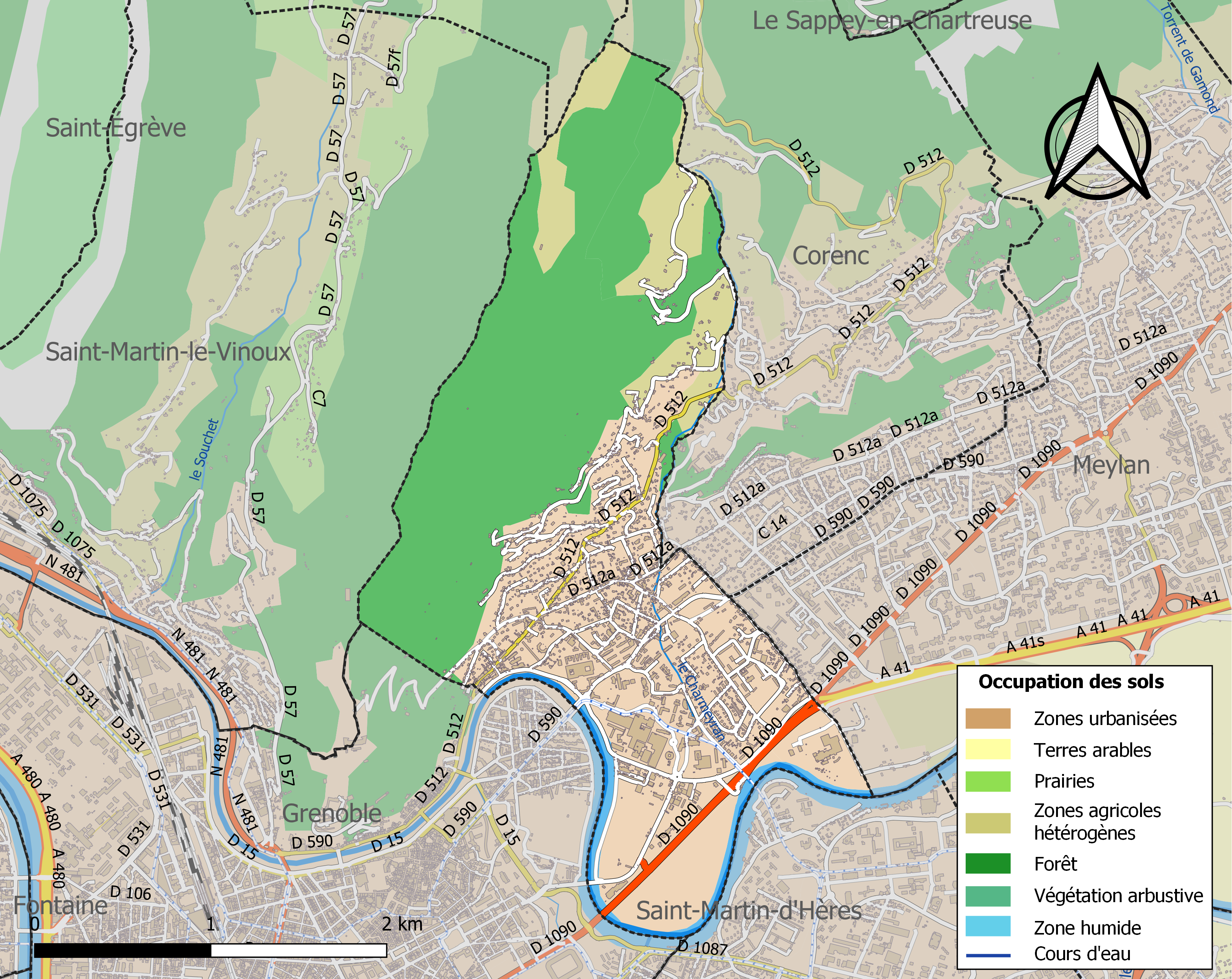
Kaart van de gemeente met de belangrijkste infrastructuur, bodemgebruik en omliggende gemeenten

## Demografie
Onderstaande figuur toont het verloop van het inwonertal (bron: INSEE-tellingen).

## Geboren in La Tronche
- Bruno Saby (1949), rallyrijder
- Michel Barnier (1951), politicus
- Philippe Streiff (1955-2022), autocoureur
- Thierry Claveyrolat (1959-1999), wielrenner
- Jean-Claude Colotti (1961), wielrenner
- Grégory Lemarchal (1983-2007), zanger